# Конкурс пташиного співу

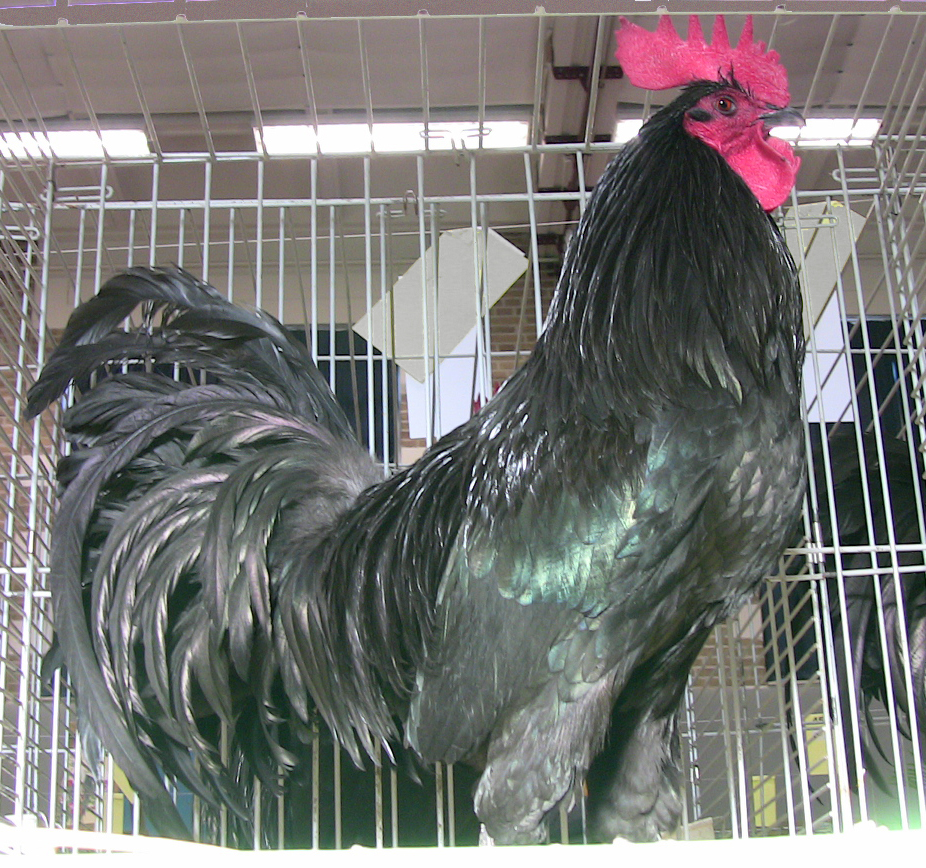
Один з японських півнів, які довго співають, Томару

Конкурс пташиного співу — змагання співочих птахів, як правило, диких видів, що утримуються в клітках. Такі змагання проводяться щонайменше в 22 країнах світу і використовуються, як мінімум, 36 різних видів. Ця практика особливо поширена в Південно-Східній Азії, де вона збільшує торгівлю співочими птахами та може сприяти зменшенню чисельності видів, яким загрожує зникнення.

## Америка
Конкурс пташиного співу є популярним видом спорту в Гаяні, тоді як у Бразилії проводяться змагання за участю чорноголових рисоїдів (curió португальською мовою).

## Азія
У Південному Китаї часто можна спостерігати, як люди похилого віку приносять клітки з світлоокими гуамеями у місцеві парки, щоб насолодитися їх співом. В Японії існують загальнонаціональні товариства для обміну інформацією щодо покращення співу окулярників та інших птахів.
В Індонезії щороку по всій країні проводяться сотні змагань співочих птахів. У Таїланді також часто проводяться конкурси співу птахів. Практика утримання диких видів у клітках особливо поширена в Південно-Східній Азії, де це збільшує торгівлю співочими птахами та може сприяти зменшенню чисельніості видів, яким загрожує зникнення.

## Європа
У Бельгії vinkensport — змагання з визначення кількості пташиних криків, які видають зяблики за годину.